# Bellecombe-en-Bauges
Bellecombe-en-Bauges ist eine französische Gemeinde mit 760 Einwohnern (Stand 1. Januar 2022) im Département Savoie in der Region Auvergne-Rhône-Alpes. Sie gehört zum Arrondissement Chambéry und ist Mitglied im Gemeindeverband Communauté d’agglomération du Grand Chambéry. Die Bewohner werden Bellecombais und Bellecombaises genannt.

## Geographie

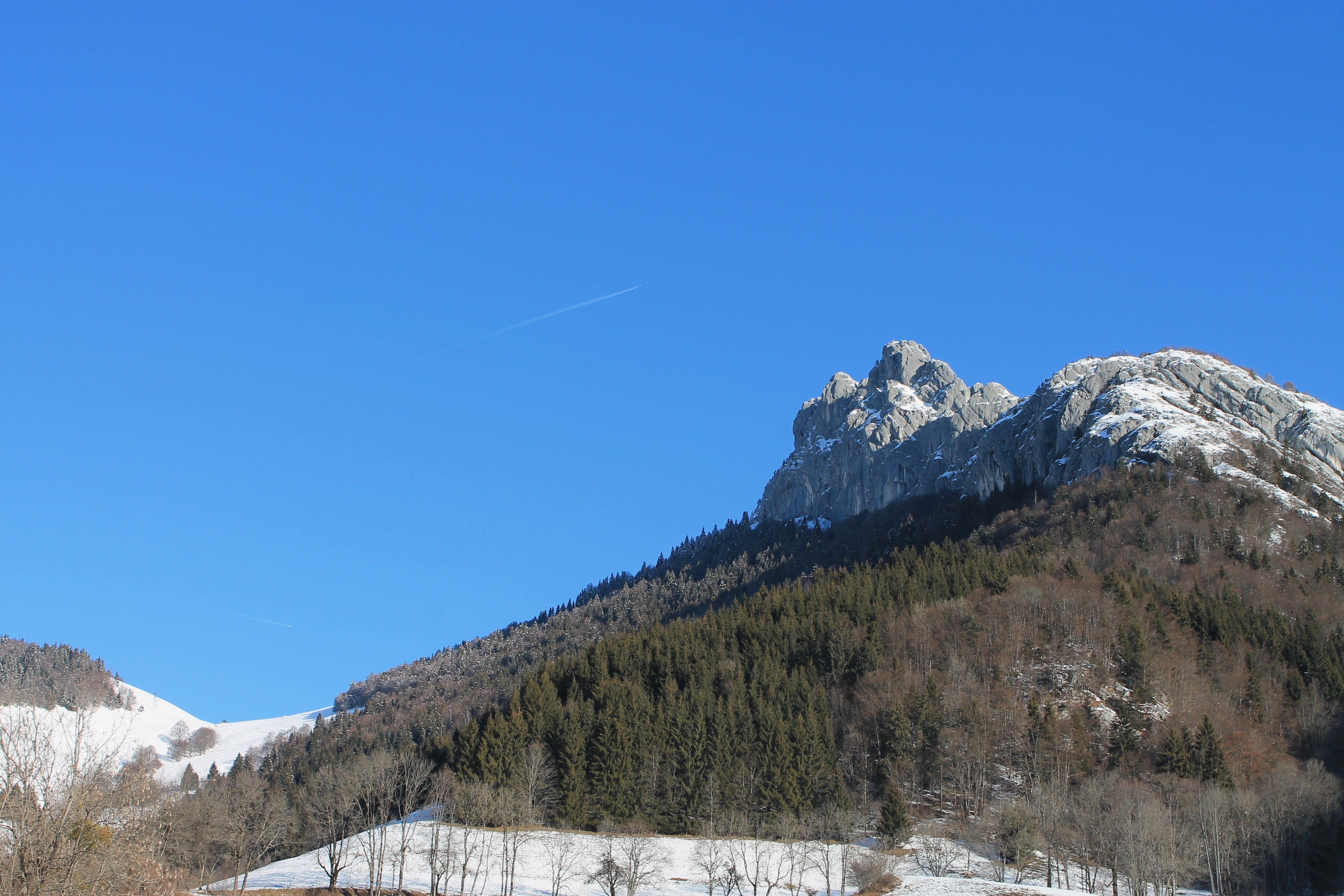
Roc des Bœufs

Bellecombe-en-Bauges liegt auf 840 m, etwa 26 Kilometer nordöstlich der Präfektur Chambéry und 18 Kilometer südlich der Stadt Annecy (Luftlinie). Das Bergdorf erstreckt sich im Nordwesten des Département Savoie, im Massiv der Bauges, an einem nach Süden geneigten Hang am Fuß des Roc des Bœufs, über dem Talbecken des Chéran. Es liegt innerhalb des Regionalen Naturparks Massif des Bauges (frz.: Parc naturel régional du Massif des Bauges).
Die Fläche des 22,89 km² großen Gemeindegebiets umfasst einen stark reliefierten Abschnitt des Massivs der Bauges. Hauptmerkmal sind die in Nord-Süd-Richtung orientierten Geländestrukturen. Der westliche Gemeindeteil wird von einer breiten Mulde eingenommen, die durch den Ruisseau de Bellecombe und seine Seitenbäche zum Chéran entwässert wird. Im Westen wird die Mulde durch den Höhenrücken des Semnoz flankiert. Ganz im Südwesten reicht der Gemeindeboden bis an den Chéran, der hier das Talbecken verlässt und die Randkette der Bauges in der Cluse de Bange durchbricht.

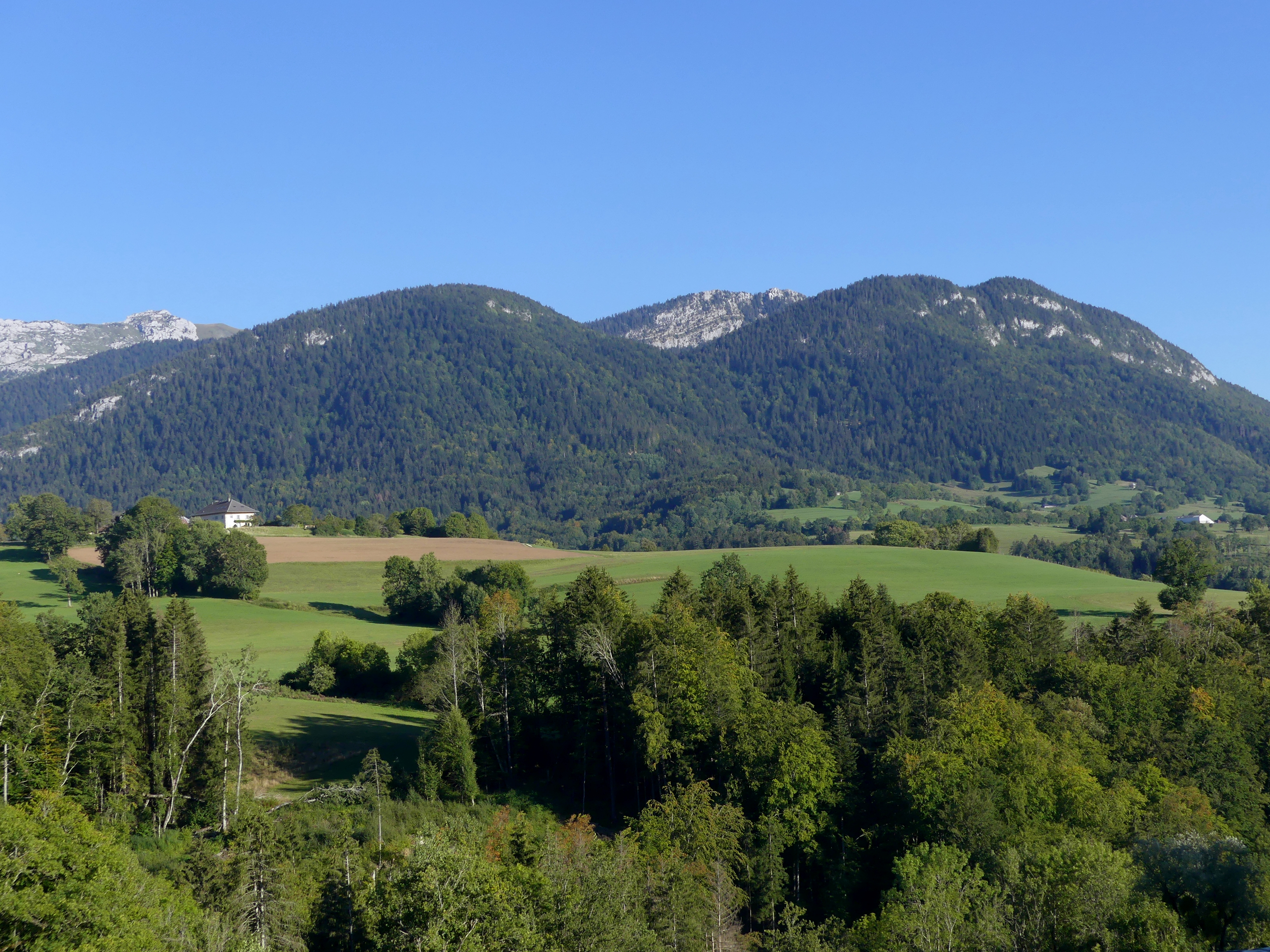
Mont d’Étrier und Mont Chabert

Nach Osten erstreckt sich das Gemeindeareal in das Quellgebiet des Ruisseau de Bellecombe (auch Nant de Bellecombe). Dieser entspringt an den Hängen der Montagne du Charbon und fließt nach Westen. Dabei durchschneidet er die Nord-Süd-orientierten Ketten von Dent du Char (1645 m) und Mont Julioz (1673 m) sowie Roc des Bœufs (1774 m) und Mont Chabert (1475 m). Diese Bergketten zeichnen sich durch scharfe Grate und schroffe Kalkgipfel aus. Der höchste Punkt wird mit 1907 m auf der Pointe de Banc Plat (Teil der Montagne du Charbon) erreicht.
Zu Bellecombe-en-Bauges gehören neben dem eigentlichen Ortskern auch verschiedene Weilersiedlungen und Gehöfte, darunter:
- Entrèves (700 m) auf einem Vorsprung über dem Tal des Ruisseau de Bellecombe
- Glapigny (760 m) auf einer Terrasse am Ostfuß des Semnoz
- Broissieux (809 m) auf einem Vorsprung über dem Talbecken des Chéran
- Le Villard-Devant (940 m) am Westfuß des Roc des Bœufs
- Le Villard-Derrière (930 m) am Westfuß des Roc des Bœufs
- Mont-Devant (1010 m) in einem Talkessel des Ruisseau de Bellecombe
- Mont-Derrière (1030 m) in einem Talkessel des Ruisseau de Bellecombe

Nachbargemeinden von Bellecombe-en-Bauges sind Leschaux, La Chapelle-Saint-Maurice, Entrevernes, Lathuile und Doussard im Norden, Chevaline im Osten, Doucy-en-Bauges, Le Châtelard, La Motte-en-Bauges und Lescheraines im Süden sowie Arith und Allèves im Westen.

## Geschichte
Die erste urkundliche Erwähnung von Bellecombe-en-Bauges erfolgte im Jahre 1232 unter dem latinisierten Namen Pulchra Comba; von 1357 ist die Bezeichnung apud Bellamcombam überliefert. Der Ortsname setzt sich aus den Wörtern belle und combe zusammen und bedeutet so viel wie schönes Tal.

## Sehenswürdigkeiten
|  |  |

Die Pfarrkirche Saint-Maurice wurde im 19. Jahrhundert im Stil der Neugotik erbaut. Eine Kapelle befindet sich in Mont-Devant. Im Weiteren sind die Ruinen von Sangle, das ehemalige Herrschaftshaus von Broissieux und die Steinbrücke Pont du Diable, welche den Ruisseau de Bellecombe überspannt, zu erwähnen. Von den vielen Sägewerken, die Anfang des 20. Jahrhunderts in der Gemeinde in Betrieb waren, ist eines als Industriedenkmal erhalten; es nutzt die Wasserkraft des Ruisseau de Bellecombe.

## Bevölkerung
| Jahr                       | 1962 | 1968 | 1975 | 1982 | 1990 | 1999 | 2006 | 2016 |
| Einwohner                  | 437  | 408  | 398  | 350  | 393  | 454  | 595  | 666  |
| Quellen: Cassini und INSEE |      |      |      |      |      |      |      |      |

Mit 760 Einwohnern (Stand 1. Januar 2022) gehört Bellecombe-en-Bauges zu den kleinen Gemeinden des Département Savoie. Nachdem die Einwohnerzahl in der ersten Hälfte des 20. Jahrhunderts rückläufig war, wurde seit Mitte der 1980er Jahre wieder eine Bevölkerungszunahme verzeichnet.

## Wirtschaft und Infrastruktur
Bellecombe-en-Bauges war bis weit ins 20. Jahrhundert hinein ein vorwiegend durch die Landwirtschaft und Alpwirtschaft geprägtes Dorf. Daneben gibt es heute einige Betriebe des lokalen Kleingewerbes. Viele Erwerbstätige sind Wegpendler, die in den größeren Ortschaften der Umgebung, vor allem im Raum Annecy, ihrer Arbeit nachgehen.
Die Ortschaft liegt abseits der größeren Durchgangsstraßen. Lokale Straßenverbindungen bestehen mit Lescheraines, La Motte-en-Bauges und dem Col de Leschaux. Der nächste Anschluss an die Autobahn A41 befindet sich in einer Entfernung von rund 23 Kilometern.

### Ausbildung
In Bellecombe-en-Bauges befindet sich eine Vor- und Grundschule (école primaire).